# ヴィーナスとアドニス (ルーベンス、1635年)
『ヴィーナスとアドニス』（蘭: Venus en Adonis, 英: Venus and Adonis）は、フランドルのバロック期の巨匠ピーテル・パウル・ルーベンスがキャンバス上に油彩で制作した絵画で、画家がほぼ毎日関節炎に苦しんでいた晩年の1635年に描かれた。現在、ニューヨークのメトロポリタン美術館に所蔵されている。オウィディウスの『変身物語』にある物語を表しており、古代文学への愛好と画家自身のより早い時期の同主題作に触発されて描かれた。
本作には、キューピッドに伴われたヴィーナスが狩猟に出る前のアドニスを抱き寄せ、留めようとする姿が描かれている。ルーベンスは、劇的で情感に満ちた場面を描くために特殊な色彩、細部、光と影の強い対比を用いている。ヴィーナスとアドニスの物語は、ルネサンスとバロック期の宮廷美術において人気のある主題であった。ルーベンスは、明らかにこの場面を表した多くの既存の絵画に触発されたが、中でも多くのヴァージョンが存在するティツィアーノの名高い『ヴィーナスとアドニス』 (プラド美術館) に触発された。ティツィアーノの作品は、ルーベンスの本作同様、ヴィーナスを残して狩猟に出る瞬間のアドニスを描いている。

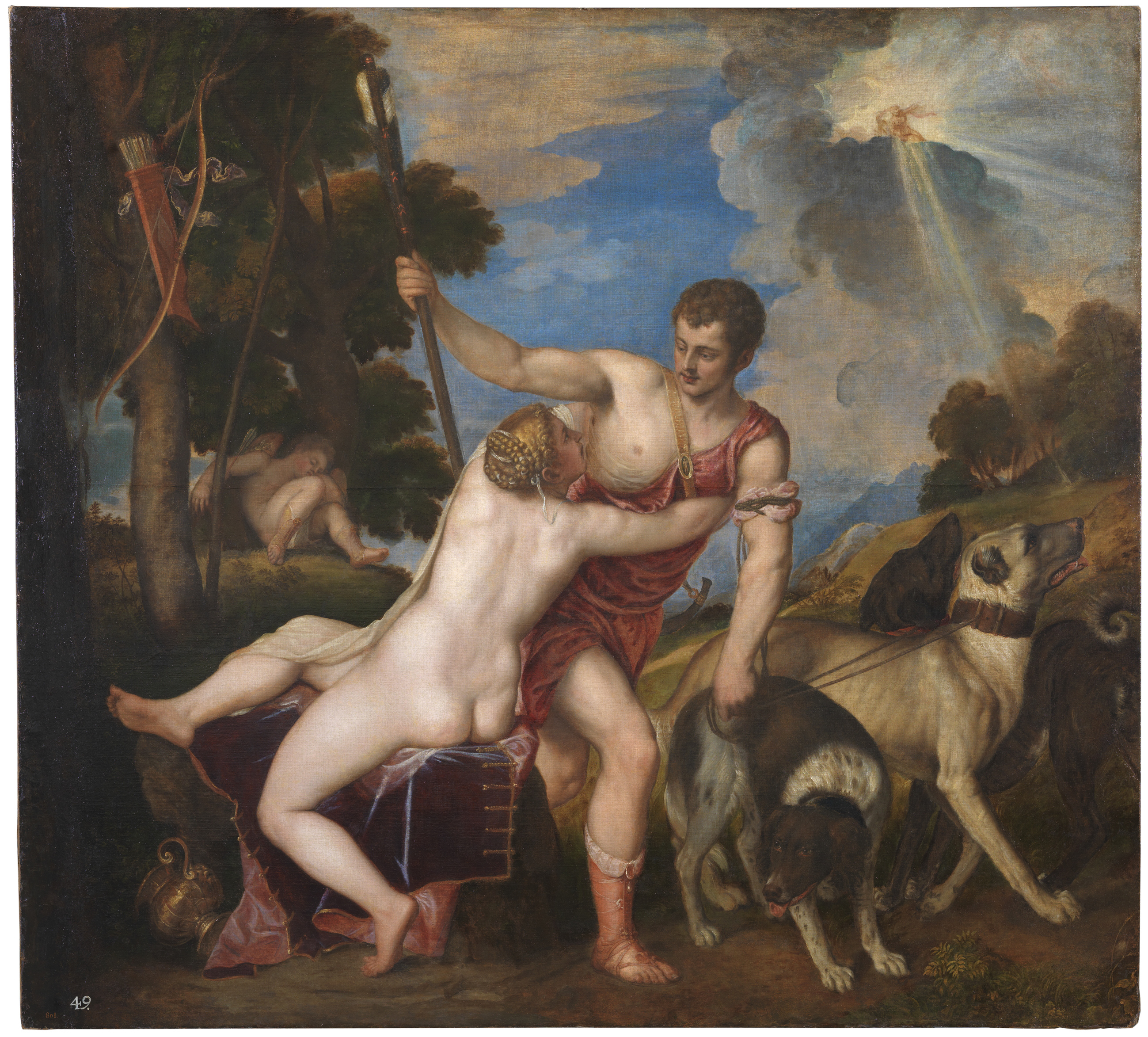
ティツィアーノ『ヴィーナスとアドニス』1554年、プラド美術館、マドリード

## 背景
1600年代初期に、ルーベンスはマントヴァ公ヴィンチェンツォ1世・ゴンザーガに雇用・庇護された。彼のために作品を制作したことにより、ルーベンスは南ヨーロッパ中を旅行し、盛期ルネサンスとバロックの画家たちから知識とインスピレーションを得ることが可能となった。このことは、ルーベンスが自身の芸術様式を発展させるのに役立った。1628年にマドリードに滞在した折りに、ルーベンスはティツィアーノの『ヴィーナスとアドニス』の複製を制作し、本作のために用いた。

## 歴史
ルーベンスの『ヴィーナスとアドニス』は、おそらく大きな田舎の邸宅を装飾するために制作された。この絵画の歴史に関する最初の記録は、1706年まで所蔵されていたバイエルン選帝侯のコレクション目録である。その後、絵画は神聖ローマ皇帝ヨーゼフ1世に取得され、次いでイギリスのマールバラ公ジョン・チャーチルに贈られた。絵画は1920年以来、ハリー・ペイン・ビングハムからメトロポリタン美術館に寄託されていたが、1937年に同美術館に寄贈された。その後、絵画は大きな修復を受け、ワニスと後世の補筆を除去することで、描いた直後のような状態で展示された。洗浄が終了した段階で、美術史家たちは、1600年代のルーベンスの様式に関する知識により本作の制作年を特定することができた。本作の制作以降、ルーベンスは同主題の作品をさらに描き、そのうちの1点はヴィーナスの戦車と異なるポーズの2人の人物を描き入れている。

## 作品
この大きな画面で、背が高く、日焼けしたアドニスは鑑賞者から目を反らし、恋人のヴィーナスのほうを向いている。背景は左側が明るく、右側が暗いが、左側のアドニスの肌は浅黒く、右側のヴィーナスの肌が白いことで2人の姿は背景の中で際立っている。ルーベンスは、この人気のある神話の主題を描くためにイタリア・ルネサンスの影響とバロックの芸術的感受性を用いている。2人の身体像は解剖学的にリアルで美しい。また、絵画の物悲しい照明は彼らを照らし、際立たせているが、それはティツィアーノやカラヴァッジョなどイタリアの画家たちのテネブリスムに類似している。
アドニスは、明るい赤色の衣服 (後に彼の血で赤く染まる花を予見する) を身に着けており、他の明るい、抑制された色彩の中で際立っている。皺がある衣服の布地は風になびき、振り返る彼に動きの感覚を与えている。左足はもう一方の足よりやや高く上げられており、彼がもう1歩足を前に踏み出そうとしていることを示唆している。彼はヴィーナスのほうを向きながら、その視線は彼女に注がれておらず、何か別のことに心が向いているかのようにうつろである。ティツィアーノの作品とは異なり、本作のアドニスはヴィーナスよりも狩猟と今後の旅路に心が向かっている。おそらくこの絵画が田舎の邸宅のために意図されたために、ルーベンスはアドニスの狩猟者としての役割を強調することを選択したのであろう。その目的のために、画家はアドニスの狩猟用長靴、槍、そして猟犬までを描き入れている。アドニスの身体は細部まで非常にリアルで写実的である。たとえば、画家は彼が振り向く際の曲がった脊柱を強調した筋肉とともに描いている。ルーベンスは、アドニスの筋肉と彼の大きな槍に焦点を当てることで、彼の強い男性的特質と力を強調している。 
アドニスの右側では、ヴィーナスが彼にしがみつき、彼を留めようとしている。物語によれば、彼女は彼がイノシシに殺されることを知っており、彼に留まるように嘆願している。彼女はアドニスを見つめながら、顔に苦痛と悲しみを表している。ティツィアーノの作品のようにヴィーナスはほぼ裸体であるが、脚の間には白い布が掛かっている。ルーベンスはこの布に加えて彼女の全身像を用い、ほとんどのヴィーナス像のようにその無垢さと豊饒さを表している。なお、このヴィーナス像はルーベンスの2番目の妻エレーヌ・フールマンをモデルにしている。
彼女の身体にあたる光と暗い影は動きだけでなく、身体の状況も表す。たとえば、彼女の腹部は解剖学的に正確な左脚に沿って長く、彼女がアドニスを捕えようと身体を伸ばしていることを示す。彼女の肌はキューピッドのように非常に明るく白いため、2人は画面で際立っている。アドニスの日焼けした肌や、なびく暗色の衣服、背景の木々とは対照的である。画家が選択している肌の色と裸体表現により、ヴィーナスとキューピッドは光り輝き、天使や神のように見える。また、2人が似ていることは、神話通りの母子関係を強調している。キューピッドもまたアドニスの右脚にしがみつき、彼を見上げ、彼に留まるように嘆願している。
キューピッドの矢がキューピッドのヴィーナスの間の地面に落ちている。これは、ヴィーナスが矢に射られたことでアドニスに恋したことを鑑賞者に想起させる。背景には、アドニスの猟犬2匹が緊迫した状況に気づかず、進もうとして彼を待っている。抑制された色調の空、暗い木々と地面、やや暗色で不透明な絵画の周辺部分は人物像と対照をなし、場面をより劇的にしている。人物像は画面から飛び出してくるようである。